# キム・レウォン
キム・レウォン (김래원, 1981年3月19日 - ) は、韓国の俳優。韓国江原道江陵市生まれ。本貫は江陵金氏。所属プロダクションは韓国ブルードラゴン社であったが2008年初旬を以って移籍。現在、中央大学演劇映画科在学中。
1996年、MBC青少年ドラマ「私」にてデビュー。2003年のMBCドラマ、『屋根部屋のネコ』で人気俳優の仲間入り。
2006年11月1日、日本にて公式ファンクラブが発足。
タレント IKKO の一押しの韓流スターである。
2008年には映画『花影』に小学校教師役で出演し、日本映画に初出演している。
2009年初旬、現金小切手など総額1億5千万ウォンの空き巣被害にあった。
2009年の8月に公益勤務要員として軍隊に入隊。

## 出演作品

### テレビドラマ
- 私（1996年-1997年、MBC）
- 大人達は知らない（1997年、KBS）
- 順風産婦人科（1998年、SBS）
- 学校2（1999年、KBS）
- 伝説の故郷/シンジョ（1999年、KBS）
- 甘い新婦（2000年、MBC）
- 泥棒の娘（2000年、SBS）
- 片割れ（2000年、SBS）
- 夫婦平等パンチョギ家族（2000年、KBS）
- 人生は美しい（2001年、KBS）
- わが家（2001年、MBC）
- マイ・ラブ・パッチ（2002年、MBC）
- 屋根部屋のネコ（2003年、MBC）
- 雪だるま（2003年、MBC）
- 愛してると云って（2004年、MBC）
- ラブストーリー・イン・ハーバード（2004年、SBS）
- 君はどの星から来たの？（2006年、MBC）
- 食客（2008年、SBS）
- 千日の約束（2011年、SBS）
- パンチ〜余命6ヶ月の奇跡（2014年-2015年、SBS）
- ドクターズ〜恋する気持ち〜（2016年、SBS）
- 黒騎士〜永遠の約束〜（2017年、KBS)
- LUCA：The Beginning（2021年、tvN）
- ファースト・レスポンダーズ 緊急出動チーム（2022年、SBS）

### 映画
- 男の香り（1998年 - チャン・ヒョンス監督）
- Harpy（邦題：ハーピー）　（2000年）
- 青春（邦題：プライベートレッスン 青い体験）（2000年 - カク・チギュン監督）
- 2424（2002年 - イ・ヨヌ監督）
- ・・・ing（邦題：アメノナカノ青空）（2003年 - イ・オニ監督）
- 幼い新婦（邦題：マイ・リトル・ブライド）（2004年 - キム・ホジュン監督）
- Mr.ソクラテス（2005年 - チェ・ジヌォン監督）
- ひまわり（2006年）
- 花影　（2008年 - 河合勇人監督）
- 仁寺洞スキャンダル～神の手を持つ男～（2009年-パク・ヒゴン監督）
- 江南ブルース（2015年-ユ・ハ監督）
- 黄泉がえる復讐（2017年-クァク・キョンテク監督）
- LONG LIVE THE KING：木浦（モクポ）英雄（2019年-カン・ユンソン監督）
- 最も普通の恋愛（2019年）
- デシベル（2022年）

## 受賞歴
- 1999年 KBS演技大賞青少年賞
- 2000年 青龍映画祭男新人賞
- 2003年 MBC演技大賞最優秀男演技賞
- 2003年 MBC演技大賞男人気賞
- 2004年 第41回大宗賞映画祭男新人賞
- 2004年 SBS演技大賞10代スター賞
- 2004年 SBS演技大賞最高男人気賞
- 2005年 第41回百想芸術大賞人気賞